# تفجير أنقرة (مارس 2016)
في يوم الأحد 13 مارس 2016 قتل 34 شخصا على الأقل وجرح 125 آخرين في تفجير سيارة مفخخة وسط أنقرة، بحسب ما أعلنته السلطات التركية ووقع التفجير قرب موقف الحافلات الرئيسي في متنزه غوفين الواقع في منطقة كيزلاي التجارية وسط العاصمة التركية وقد احترقت العديد من الآليات في موقع الانفجار بضمنها حافلة واحدة على الأقل.

## خلفية
شهدت أنقرة الشهر الماضي تفجيرا استهدف رتلا عسكريا أسفر عن مقتل 28 شخصا.

### استخبارات
كانت السفارة الأمريكية في تركيا قد حذرت من احتمالية حدوث هجمات «إرهابية» جديدة، في العاصمة أنقرة، التي شهدت عدة تفجيرات دموية أودت بحياة عشرات الأشخاص ودعت السفارة، في بيان لها، مواطنيها في تركيا إلى الابتعاد عن حي «بهتشلي إفلر» بوسط انقرة، الذي يضم العديد من المواقع المهمة، ومنها ضريح أتاتورك «آنيت كابير»، ومقر قيادة القوات البرية التركية، إلى جانب عدد من مقار الوزارات التركية.

## الهجوم

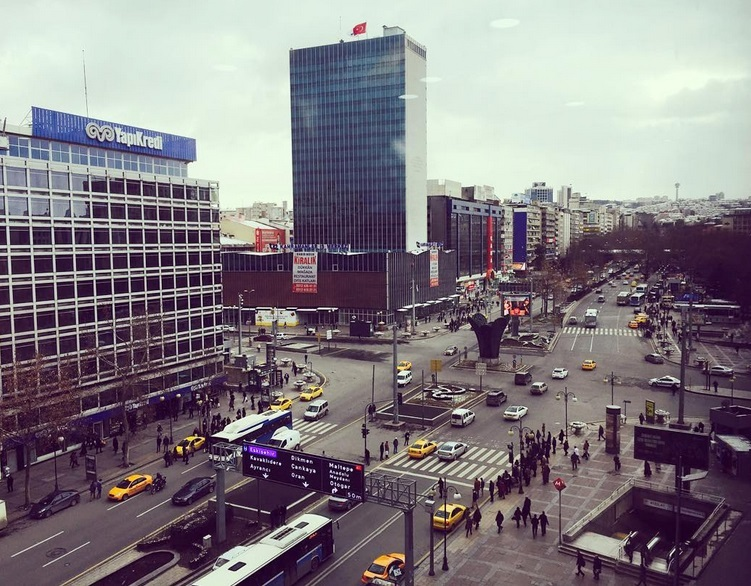
المنطقة التي وقع فيها الهجوم (اليمين رئيس: ميدان كيزيلاى وغوفن بارك)

### الضحايا
أسفر الهجوم عن وفاة 37 شخصًا على الأقل، كان من ضمنهم كمال بولوت والد لاعب كرة القدم التركي الدولي أوموت بولوت.

## ردود الفعل

### المحلية
أدان الرئيس التركي رجب طيب أردوغان بشدة، التفجير الإرهابي وقال إن بلاده «غدت هدفًا للهجمات الإرهابية في السنوات الأخيرة جراء عدم الاستقرار الذي تعاني منه المنطقة» وأضاف الرئيس التركي «إن المنظمات الإرهابية ومن يستخدمها كأدوات لصالحه، باتوا يلجؤون إلى طرق غير أخلاقية في استهداف الأبرياء، عقب كل مرة تلحق قواتنا الأمنية الهزيمة بهم» وتابع أردوغان «إن مثل هذه الهجمات التي تستهدف وحدة بلادنا وشعبنا، لن تنال من عزيمتنا وستزيد من إصرارنا في الحرب على الإرهاب» وشدد على حق بلاده المشروع في الدفاع عن نفسها أمام كافة التهديدات الإرهابية، مضيفا «سنهزم الإرهاب بالتعاون بين مؤسسات دولتنا وشعبنا، وستكلل حربنا ضده بالنجاح».

### الدولية
- السعودية: بعث خادم الحرمين الشريفين الملك سلمان بن عبد العزيز آل سعود برقية عزاء ومواساة لفخامة الرئيس رجب طيب أردوغان رئيس الجمهورية التركية إثر الهجوم الإرهابي الذي وقع في العاصمة التركية أنقرة، كما أعرب عن إدانته لهذا العمل الإجرامي الذي يتعارض مع كل القيم والمبادئ الإنسانية والأخلاقية.[5]
- الأردن: أدانت الحكومة الأردنية الحادث الإرهابي الذي ضرب العاصمة التركية أنقرة وادى إلى مقتل واصابة العشرات من المدنيين الابرياء وأعرب وزير الدولة لشؤون الإعلام الناطق الرسمي باسم الحكومة الدكتور محمد المومني التعازي والمواساة للحكومة التركية.[6]
- روسيا: أدان الرئيس الروسي فلاديمير بوتين الهجوم الإرهابي، الذي ضرب العاصمة التركية أنقرة وأدى إلى مقتل عشرات شخصا، معربا عن تعازيه للشعب التركي.[7]
- تونس: عبرت تونس في بلاغ صادر عن الخارجية عن شديد إدانتها للتفجير الإرهابي الذي أودى بحياة عدد من الضحايا الابرياء وخلفت عشرات الجرحى بالعاصمة التركية.[8]